# 副奇螳属
副奇螳属（学名：Parathespis）是沙漠螳科的一属。

## 下属物种
本属包括以下物种：
- Parathespis humbertiana Saussure, 1869